# Alberto Contador
Alberto Contador Velasco (* 6. Dezember 1982 in Madrid) ist ein ehemaliger spanischer Radrennfahrer.
Contador ist der fünfte Fahrer, der alle drei „Grand Tours“ (Tour de France, Vuelta a España und Giro d’Italia) für sich entscheiden konnte und seit 2015 nach Bernard Hinault der zweite, der jede davon mehr als einmal gewonnen hat. Neben diesen Rundfahrten gewann er auch noch weitere wichtige Wettbewerbe wie Paris–Nizza und die Baskenland-Rundfahrt.
2010 wurde er wegen Dopings gesperrt, die Sperre dann zunächst aufgehoben und im Februar 2012 rückwirkend auf zwei Jahre, vom August 2010 bis August 2012, durch den Internationalen Sportgerichtshof (CAS) wieder ausgesprochen. Gleichzeitig wurden Contador sämtliche Erfolge seit dem positiven Dopingbefund offiziell aberkannt, darunter die Gesamtsiege der Tour de France 2010 sowie des Giro d’Italia 2011.

## Sportliche Karriere

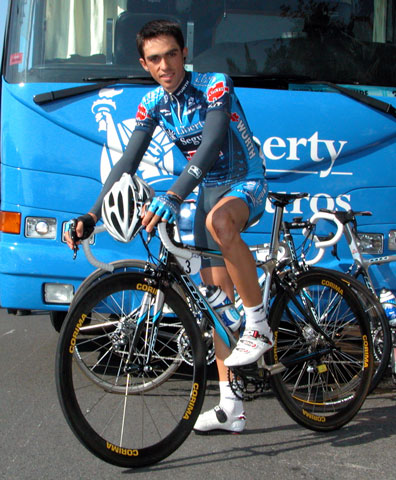
Contador im Jahre 2005

Seinen ersten bedeutenderen Sieg feierte Contador im Jahr 2002, als er als 19-Jähriger die spanische U-23-Meisterschaft im Zeitfahren gewann.
In der darauffolgenden Saison wurde Contador beim Radsportteam ONCE Profi. In seinem ersten Jahr bei ONCE gewann er ein Zeitfahren bei der Polen-Rundfahrt. Von 2004 bis 2006 fuhr er für Liberty Seguros, der neuen Mannschaft um Manolo Saiz.
Während einer Etappe der Asturien-Rundfahrt im Mai 2004 erlitt Contador einen epileptischen Anfall und stürzte. Die Ärzte diagnostizierten daraufhin bei ihm ein Kavernom im Gehirn, das wenig später operativ entfernt wurde. Contador fiel für den Rest der Saison aus.
2005 hatte Contador seinen Durchbruch: Er gewann die Tour-Down-Under-Etappe auf Willunga Hill; dieses Comeback bezeichnete er später als den schönsten Sieg seiner Karriere. Zudem gewann er eine Etappe und das Gesamtklassement bei der Katalanischen Woche. Bei den ProTour-Rennen Baskenland-Rundfahrt und Tour de Romandie gewann er jeweils eine Etappe und wurde Dritter beziehungsweise Vierter in den Endwertungen. Auch 2006 gewann er wieder eine Etappe der Tour de Romandie und wurde diesmal Zweiter im Gesamtklassement. Im Vorfeld der Tour de France 2006 wurde Contador aufgrund einer mutmaßlichen Verwicklung in den Dopingskandal Fuentes gemeinsam mit 50 weiteren Fahrern, darunter vier Teamkollegen, von der Rundfahrt ausgeschlossen. Ein Namenskürzel auf einer beschlagnahmten Liste Fuentes’ war ihm zugeordnet worden. In späteren Listen tauchte der Name Contador jedoch nicht mehr auf.
Im Jahr 2007 fuhr Contador für das amerikanische Discovery-Channel-Team. Am 18. März 2007 gewann er die Abschlussetappe und die Gesamtwertung der Fernfahrt Paris–Nizza. Am 22. Juli 2007 gewann er die 14. Etappe der Tour de France. Nachdem am 25. Juli 2007 der Gesamtführende Michael Rasmussen von seinem Team suspendiert worden war, gewann Contador die Gesamtwertung der Rundfahrt.

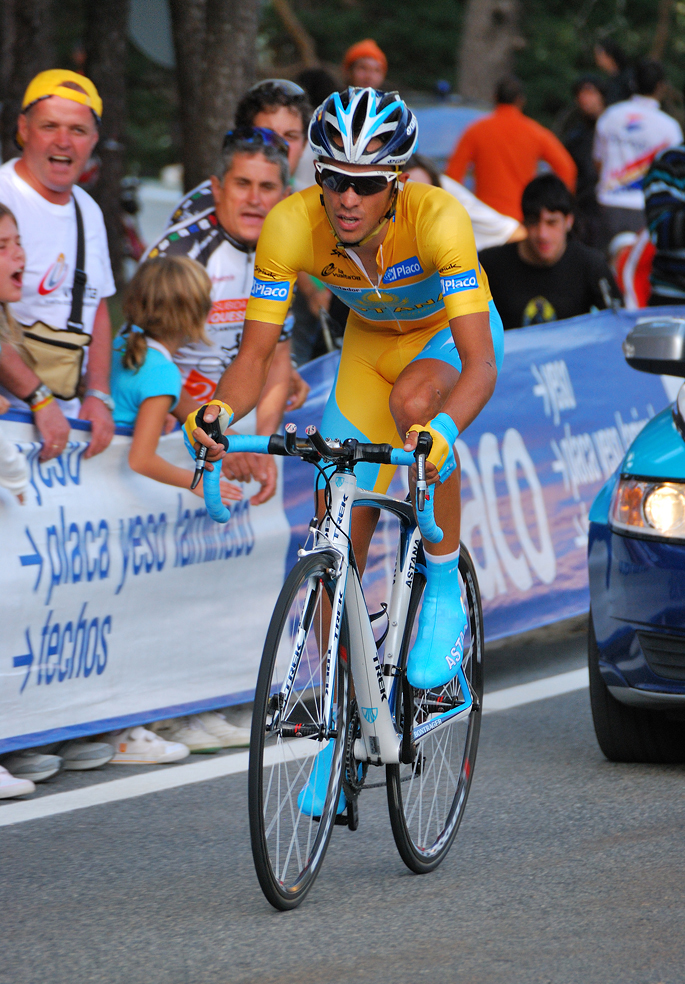
Contador beim Bergzeitfahren der Vuelta a España 2008

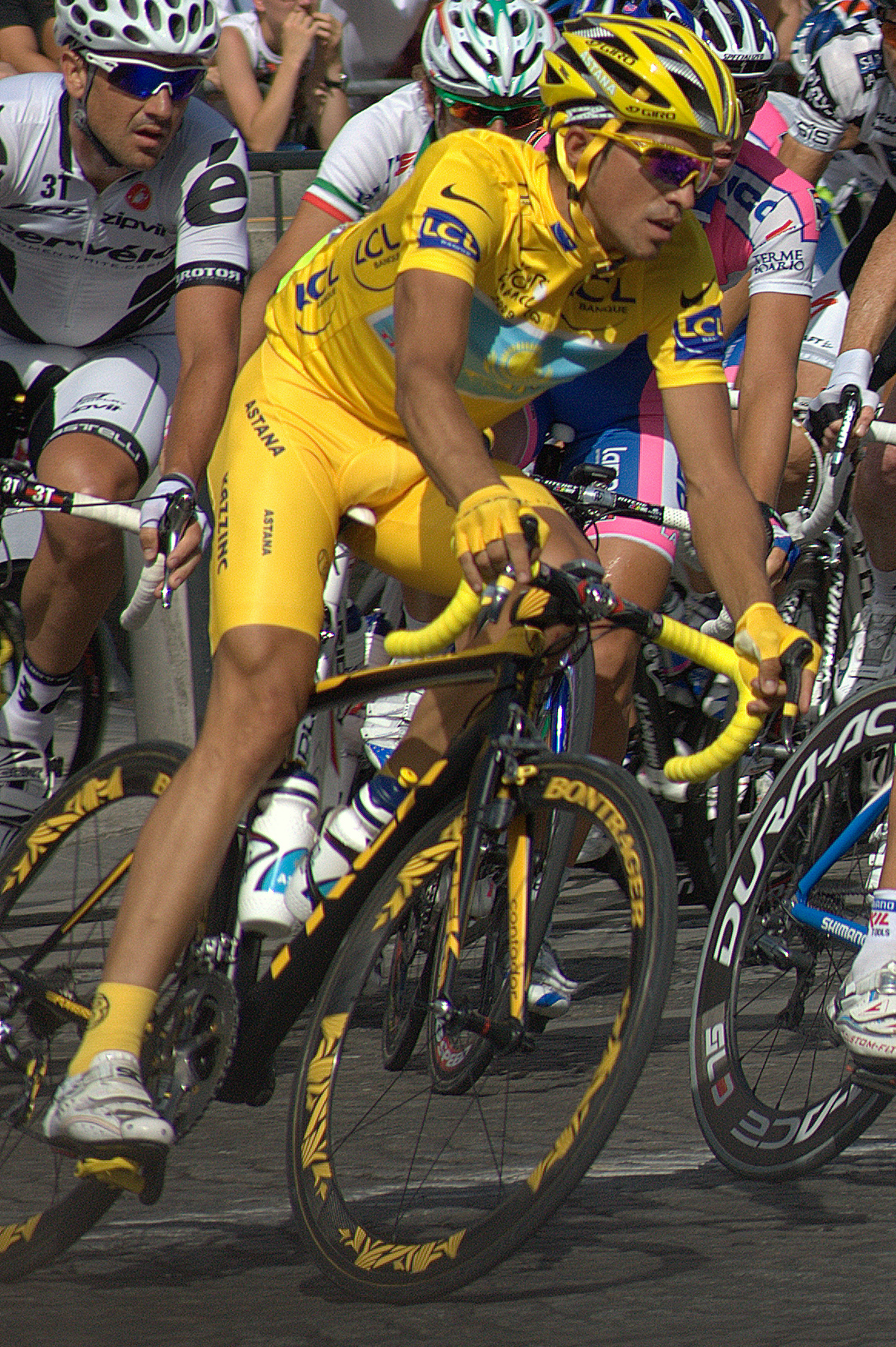
Alberto Contador in Gelb auf den Champs-Elysées bei der Tour 2009

Nach Auflösung des Teams Discovery Channel Ende 2007 wechselte Contador gemeinsam mit vielen seiner Teamkollegen zum kasachischen Team Astana, mit dem er am 1. Juni 2008 den Giro d’Italia gewann. Weil das Astana-Team nicht an der Tour de France teilnehmen durfte, konnte er seinen 2007 erreichten Sieg nicht verteidigen.
Im September 2008 gewann er vor seinem Teamkollegen Levi Leipheimer die Vuelta a España, wodurch Contador zu den wenigen Fahrern gehört, die alle drei großen Landesrundfahrten für sich entscheiden konnten. Dies war vor ihm lediglich Jacques Anquetil, Bernard Hinault, Felice Gimondi und Eddy Merckx sowie nach ihm Vincenzo Nibali und Chris Froome gelungen.
Im Juli 2009 gewann er die 15. Etappe der Tour de France 2009 und übernahm damit die Führung in der Gesamtwertung. Nachdem er seinen Vorsprung auf den weiteren Etappen hatte weiter ausbauen können (u. a. durch einen zweiten Platz bei der 17. Etappe und einen Sieg im folgenden Zeitfahren vor Fabian Cancellara), sicherte er sich so seinen zweiten Gesamtsieg bei der Tour de France.

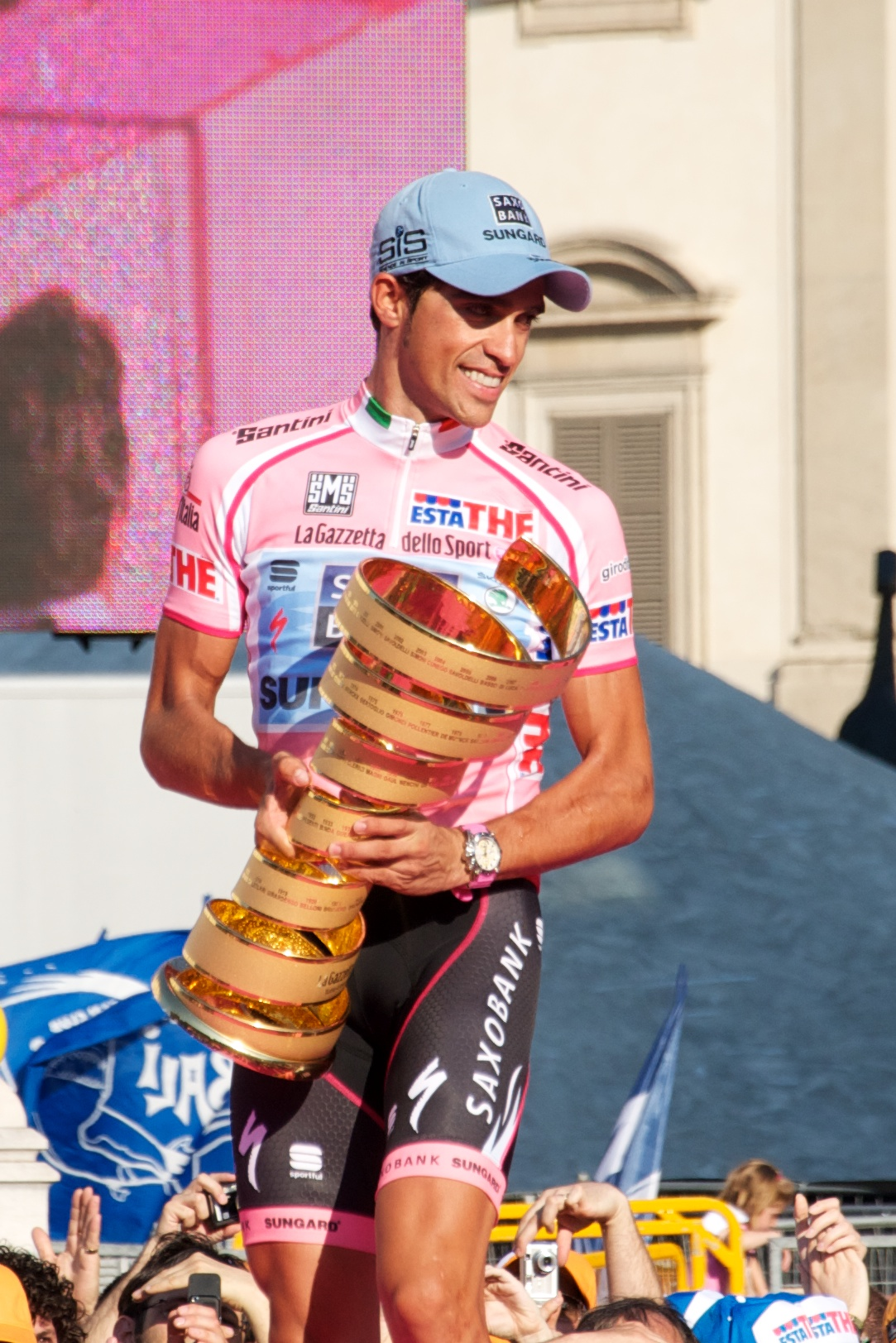
Nach dem Sieg beim Giro 2011

Da der scheidende Lance Armstrong bis auf Contador den gesamten Kader des Teams Astana zum neu gegründeten Team RadioShack mitgenommen hatte, ging Contador mit einem komplett neuen Team in die Tour 2010. Sein wichtigster Helfer war dabei der nach einer Dopingsperre zurückgekehrte Kasache Alexander Winokurow. Contador lieferte sich ein Kopf-an-Kopf-Rennen mit dem Vorjahreszweiten Andy Schleck. Für Diskussionen sorgte der Verlauf der 15. Etappe, die in Luchon endete. Bei einem Angriff von Schleck sprang diesem die Kette vom Rad. Contador sowie Denis Menschow und Samuel Sánchez, die sich zu diesem Zeitpunkt auf der unmittelbaren Verfolgung des Luxemburgers befanden, warteten nicht und fuhren einen Vorsprung von 39 Sekunden heraus. Einige Experten werteten das Verhalten als unsportlich, andere wiederum sahen es als normalen Rennvorfall. Schon nach der 3. Etappe hatte es ähnliche Diskussionen gegeben, nachdem Andy Schleck von einem Sturz auf einem Pflastersteinabschnitt sowie einer gebrochenen Radspeiche Contadors profitiert hatte, um eine Minute und 13 Sekunden auf den Spanier gut zu machen. Letzten Endes gewann Contador mit 39 Sekunden vor Schleck zum dritten Mal die Tour, exakt derselben Zeit, die er auf der 15. Etappe gegenüber seinem Rivalen herausgeholt hatte. Dieser Sieg wurde ihm aufgrund eines positiven Dopingbefundes jedoch später aberkannt (→Dopingsperre).
Trotz der laufenden Doping-Ermittlungen gegen Contador durfte dieser beim Giro d’Italia 2011 teilnehmen und gewann als Topfavorit die Gesamtwertung mit großem Vorsprung. Contador demonstrierte schon auf der 9. Etappe seine Stärke, als er am Ätna einen Antritt setzte, dem keiner der Mitfavoriten folgen konnte, sodass er zu seinem Etappenerfolg auch die Gesamtführung übernahm. Auch das Bergzeitfahren der 16. Etappe beendete er als Erster. Im Ziel in Mailand feierte Contador seinen zweiten Erfolg bei der Italienrundfahrt mit 6:10 min Vorsprung auf den Italiener Michele Scarponi und 6:56 min auf dessen Landsmann Vincenzo Nibali. Dieser Sieg wurde ihm nachträglich aufgrund des positiven Dopingbefundes bei der Tour de France 2010 aberkannt, da die zweijährige Sperre rückwirkend am 25. Januar 2011 in Kraft trat (→Dopingsperre).
Am 5. Februar 2012 bestritt Contador bei der Trofeo Palma anlässlich der Mallorca Challenge für das Team Saxo Bank sein letztes Rennen vor seiner Dopingsperre bis August 2012. Nach Ablauf der Dopingsperre bestritt er die Eneco Tour, die er auf Rang vier beendete. Im Anschluss hieran bestritt er die Vuelta a España, bei der er mit einem Überraschungsangriff auf der 17. Etappe den Etappensieg und die Führung in der Gesamtwertung übernahm und die Rundfahrt so gewann.
In der Saison 2013 gelang Contador sein einziger Sieg bei einer Etappe der Tour de San Luis. Nachdem er bei der Tour de France nur den vierten Platz erreicht hatte, warf ihm Oleg Tinkow fehlende Professionalität vor.
Nach einem erfolgreichen Frühjahr mit Siegen bei Tirreno–Adriatico 2014 und der Baskenland-Rundfahrt, sowie zweiten Plätzen bei der Katalonien-Rundfahrt und beim Critérium du Dauphiné, gehörte Contador zu den Topfavoriten der Tour de France. Jedoch stürzte der Spanier während der 10. Etappe schwer, dennoch nahm er das Rennen nach einer mehrminütigen Behandlungspause wieder auf. Nach 15 Kilometern gab er auf, später wurde ein Schienbeinbruch diagnostiziert. Nur sechs Wochen später ging Contador bei der Vuelta an den Start. Souverän gewann er zum dritten Mal in seiner Karriere das Rennen und gehört nun mit drei Siegen neben Tony Rominger und Roberto Heras zu den Rekordsiegern der Spanienenrundfahrt.
Im Jahr 2015 trat Contador mit dem Ziel an, das Double Giro d’Italia – Tour de France zu gewinnen. Nachdem er den Giro d’Italia 2015 gegen Fabio Aru hatte gewinnen können, belegte er bei der anschließenden Tour de France 2015 den fünften Rang und kündigte nach der Tour zunächst an, dass die diesjährige Clásica San Sebastián im August sein letztes Rennen in dieser Saison sein werde. Er wolle sich gänzlich auf die Vorbereitungen für die Tour de France 2016 sowie die Olympischen Spiele 2016 konzentrieren. Wenige Tage später wurde bekannt, dass er wegen einer Erkrankung auch die Clásica nicht mehr fahren werde.
Zunächst hatte Contador angekündigt, zum Ende der Saison 2016 seine Radsportkarriere zu beenden. Nachdem er zu Beginn des Jahres 2016 die zur WorldTour gehörende Baskenland-Rundfahrt gewonnen hatte, revidierte er diese Entscheidung. Nach Stürzen auf den ersten Etappen und Fieber vor Beginn der neunten Etappe der Tour de France 2016 gab Contador im Verlauf der Etappe auf. Davor hatte er noch vergeblich versucht, sich einer Ausreißergruppe anzuschließen. Danach war er bei der Burgos-Rundfahrt, der Generalprobe für die Vuelta, erfolgreich. Bei der Spanien-Rundfahrt verlor er dann aber schon früh Zeit auf den späteren Sieger Nairo Quintana. In der zweiten Hälfte der Rundfahrt gelang es ihm, Positionen gutzumachen und noch Gesamtvierter zu werden.
Im Juli 2016 wurde bekannt, dass Contador für die Saison 2017 einen Einjahresvertrag mit Option auf einjährige Verlängerung beim Rennstall Trek-Segafredo unterschrieben hat.
Contador beendete seine Radsportlaufbahn nach der Vuelta. Bei seinem letzten Start bei dieser Rundfahrt, die er dreimal gewann, trug er die Startnummer eins. Er belegte in der Gesamtwertung Rang fünf und „stahl“ dem Gesamtsieger Chris Froome „die Schau“, vor allem durch seinen Sieg auf der 20. Etappe, einer schweren Bergetappe zum Alto de Angliru. Zudem gewann er die Wertung als „Kämpferischster Fahrer“. Die Rheinische Post zog das Fazit seiner Karriere: „Für den Pistolero war es der perfekte Abschluss einer eindrucksvollen Karriere, die große Erfolge, aber auch tiefe Brüche mit sich brachte. Das Erbe Contadors, der sich auf seine alten Tage auch außerhalb Spaniens zum Publikumsliebling wandelte, ist fraglos ein zwiespältiges. Sein Name gehört zur dunklen Vergangenheit des Radsports, er steht aber auch für solch einprägsame Rennaugenblicke wie am Samstag auf der brutalen Rampe in Asturien.“ Zwei Tage nach Beendigung der Vuelta wurde Contador von 5000 Menschen in seinem Heimatort Pinto empfangen, die in Sprechchören „Un año más“ („noch ein Jahr“) forderten.

## Dopingsperre
Contador wurde Kontakt zu Eufemiano Fuentes und damit eine Verwicklung in den Dopingskandal Fuentes nachgesagt. Er wurde verdächtigt, unter dem Kürzel „A.C.“ in der Kundenkartei des Mediziners registriert gewesen zu sein. In einer überarbeiteten Version der Fuentes-Liste, die kurze Zeit später veröffentlicht wurde, tauchte er dann allerdings nicht mehr auf. Contador selbst hat alle Doping-Vorwürfe stets bestritten.
Bei einer während der Tour de France abgenommenen Dopingprobe am 21. Juli 2010 wurde ein positiver Befund einer geringen Menge Clenbuterol in der A- und B-Probe festgestellt. Darüber hinaus wurden in den Proben Spuren von Weichmachern entdeckt, wie sie nach Bluttransfusionen häufig zu finden sind.
Entsprechend dem Reglement der UCI wurde Contador, der zum Zeitpunkt der Meldung Ende September 2010 seine Saison bereits abgeschlossen hatte, vorläufig suspendiert. Contador selbst verwies auf die geringe Menge des festgestellten Stoffes und vermutete eine Nahrungsmittelverunreinigung als Ursache des positiven Befunds. Später präzisierte er, ein von einem Helfer in Spanien gekauftes Stück Fleisch sei kontaminiert gewesen. Am 30. September 2010 wurde Contador gesperrt.
Am 15. Februar 2011 sprach ihn der spanische Radsportverband RFEC vom Vorwurf des Dopings mit der Begründung frei, der Fahrer habe nachweisen können, die verbotene Substanz unverschuldet zu sich genommen zu haben, und hob seine einjährige Sperre auf.
Die UCI legte Ende März 2011 Berufung beim Internationalen Sportgerichtshof CAS mit der Begründung ein, dass sie nach „intensiver Prüfung“ der durch den spanischen Verband übermittelten Unterlagen nicht überzeugt wären, dass der Fahrer den Beweis erbracht hätte, das Clenbuterol unverschuldet zu sich genommen zu haben. Die Welt-Antidoping-Agentur WADA schloss sich wenige Tage später der Berufung durch die UCI an.
Im Februar 2012 belegte der Internationale Sportgerichtshof Contador auf Grund der beiden Einsprüche mit einer zweijährigen Doping-Sperre. Die seitens der WADA vertretene These einer verbotenen Bluttransfusion sei ebenso wie die These Contadors eines kontaminierten Fleischstücks prinzipiell möglich, wahrscheinlicher als Ursache sei aber ein verunreinigtes Nahrungsergänzungsmittel. Contador habe aber den ihm nach dem WADA-Code obliegenden Beweis, dass der Befund nicht von ihm zu verantworten sei, nicht erbracht und sei deshalb zu sperren. Die Sperre trat rückwirkend zum 25. Januar 2011 in Kraft. Auf den Zeitraum der Sperre wurde die Zeit angerechnet, die Contador 2010 und 2011 bereits gesperrt war: fünf Monate und 19 Tage. Damit endete die Dopingsperre am 5. August 2012. Neben dem Tour-de-France-Titel 2010 wurden alle Resultate Contadors nach dem 25. Januar 2011 aus den Ergebnislisten gestrichen, darunter auch der Sieg beim Giro d’Italia 2011.
Nach einem im März 2015 veröffentlichten Bericht der von der durch die UCI eingesetzten Cycling Independent Reform Commission wurde Alberto Contador nach seinem positiven Dopingtest durch die UCI bevorzugt behandelt, in dem er durch drei UCI-Funktionäre in Spanien persönlich informiert und auf die Möglichkeit eines positiven Tests durch kontaminiertes Fleisch – seiner späteren Verteidigungsstrategie – hingewiesen worden sei.
Nach seinem Rücktritt im Jahre 2017 bezeichnete Alberto Contador diese Sperre wegen Dopings als eine der „größten Ungerechtigkeiten im Sport“.
Floyd Landis, dem der Sieg Tour de France 2006 wegen Doping aberkannt wurde, äußerte sich 2011 in einem Interview mit Graham Bensinger wie folgt über Alberto Contador Velasco: „Sein Trainer (von Alberto Contador) war mein Drogenkurier (von Floyd Landis)“ und „His coach was my drug dealer“.

## Nach der Sportkarriere
Im Jahr 2014 gab Contador die Gründung einer Fahrrad-Schule in seiner Heimatstadt Pinto bekannt. Er wolle sich mit seiner Stiftung Fundación Contador um die Nachwuchsförderung kümmern.
Seine Stiftung Fundación Contador gründete 2015 ein Radsportteam, welches zur Saison 2021 unter dem Namen Eolo-Kometa Cycling Team eine Lizenz als italienisches UCI ProTeam erhielt. Das Team wird durch Alberto Contador, seinen Bruder Francisco Contador und den zweifachen Giro-d’Italia-Sieger Ivan Basso geleitet. Neuer Sportlicher Leiter wurde der ehemalige Radrennfahrer Sean Yates. Bekanntester Neuzugang im 20-köpfigen Kader ist Francesco Gavazzi.
Ebenfalls mit Basso gründete er 2020 den Radhersteller Aurum Bikes.

## Erfolge
2002

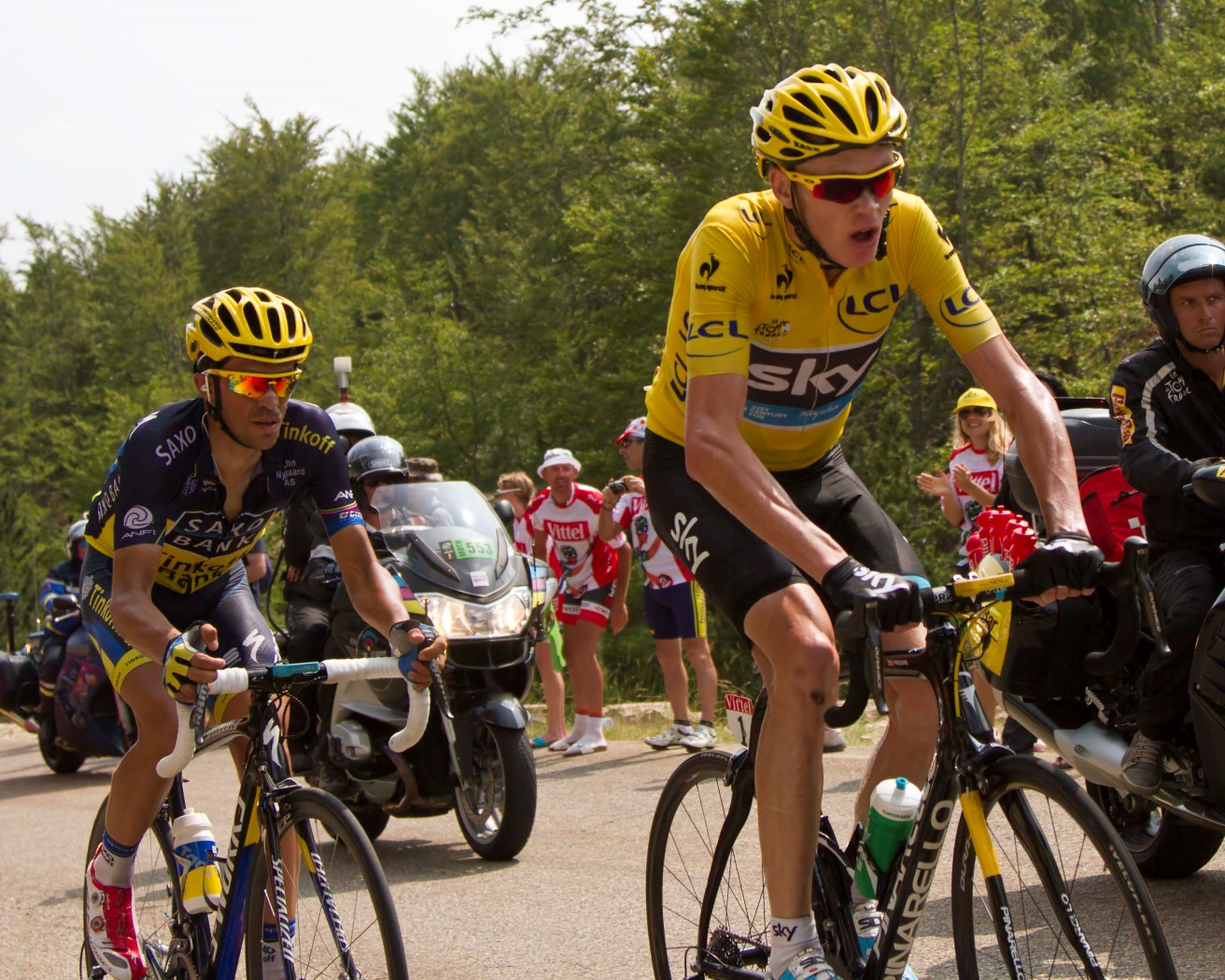
Chris Froome (r.) und Contador bei der Tour 2013

- Spanischer Meister – Einzelzeitfahren (U23)

2003
- eine Etappe Tour de Pologne

2005
- eine Etappe Tour Down Under
- Gesamtwertung und eine Etappe Setmana Catalana
- eine Etappe Vuelta al País Vasco
- eine Etappe Tour de Romandie

2006
- eine Etappe Tour de Romandie
- eine Etappe Tour de Suisse

2007
- eine Etappe Vuelta a Valencia
- Gesamtwertung und zwei Etappen Paris–Nice
- Gesamtwertung, eine Etappe und Punktewertung Vuelta a Castilla y León
- Gesamtwertung, eine Etappe und  Nachwuchswertung Tour de France

2008
- Gesamtwertung und zwei Etappen Vuelta a Castilla y León
- Gesamtwertung und zwei Etappen Vuelta al País Vasco
- Gesamtwertung Giro d’Italia
- Gesamtwertung, zwei Etappen und  Kombinationswertung Vuelta a España

2009
- Gesamtwertung und eine Etappe Volta ao Algarve
- zwei Etappen Paris–Nice
- Gesamtwertung und zwei Etappen Vuelta al País Vasco
- Spanischer Meister – Einzelzeitfahren
- Gesamtwertung, zwei Etappen und Mannschaftszeitfahren Tour de France
- Clásica Cancún
- UCI World Calendar

2010
- Gesamtwertung und eine Etappe Volta ao Algarve
- Gesamtwertung und eine Etappe Paris–Nice
- Gesamtwertung und eine Etappe Vuelta a Castilla y León
- zwei Etappen Critérium du Dauphiné
- Gesamtwertung Tour de France[41]

2011
- Gesamtwertung und zwei Etappen Vuelta a Murcia[41]
- Gesamtwertung und eine Etappe Volta a Catalunya[41]
- eine Etappe Vuelta a Castilla y León[41]
- Gesamtwertung, zwei Etappen und  Punktewertung Giro d’Italia [41]

2012
- zwei Etappen Tour de San Luis[41]
- Gesamtwertung und eine Etappe Vuelta a España
- Milano–Torino

2013
- eine Etappe Tour de San Luis

2014
- eine Etappe Volta ao Algarve
- Gesamtwertung und zwei Etappen Tirreno–Adriatico
- Gesamtwertung und eine Etappe Vuelta al País Vasco
- Gesamtwertung, zwei Etappen und  Kombinationswertung Vuelta a España

2015
- eine Etappe Vuelta a Andalucía
- Gesamtwertung Giro d’Italia
- Gesamtwertung und eine Etappe Route du Sud

2016
- eine Etappe Volta ao Algarve
- Gesamtwertung und eine Etappe Vuelta al País Vasco
- Prolog Critérium du Dauphiné
- Gesamtwertung Burgos-Rundfahrt
- Kämpferischster Fahrer Vuelta a España

2017
- eine Etappe und  Kämpferischster Fahrer Vuelta a España

## Grand-Tour-Platzierungen
| Grand Tour            | 2005 | 2006 | 2007 | 2008 | 2009 | 2010 | 2011 | 2012 | 2013 | 2014 | 2015 | 2016 | 2017 |
| --------------------- | ---- | ---- | ---- | ---- | ---- | ---- | ---- | ---- | ---- | ---- | ---- | ---- | ---- |
| Giro d’ItaliaGiro     | –    | –    | –    | 1    | –    | –    | DSQ  | –    | –    | –    | 1    | –    | –    |
| Tour de FranceTour    | 31   | –    | 1    | –    | 1    | DSQ  | DSQ  | –    | 4    | DNF  | 5    | DNF  | 9    |
| Vuelta a EspañaVuelta | –    | –    | –    | 1    | –    | –    | –    | 1    | –    | 1    | –    | 4    | 5    |

## Auszeichnungen
- Vélo d’Or 2007, 2008, 2009, 2014